# Strela (računalnik)
Strela (rusko электронно-вычислительная машина, oziroma krajše ЭВМ Стрела, elektronski računski stroj Puščica) je bil prvi osrednji računalnik, ki so ga izdelovali serijsko v Sovjetski zvezi od leta 1953. Ta računalnik prve generacije je imel 6200 vakuumskih cevi in 60.000 polprevodniških diod.
Hitrost Strele je bila 2000 operacij na sekundo. Njena aritmetika s plavajočo vejico je temeljila na 43-bitnih besedah s predznačeno mantiso in predznačenim 6-bitnim eksponentom. Operativni pomnilnik z Williams-Kilburnovo cevjo (RAM) je imel 2048 besed. Za programe je imel tudi bralni pomnilnik s polprevodniškimi diodami. Podatke se je vnašalo z luknjanimi karticami ali prek magnetnega traku. Izhod je bil na magnetni trak, luknjane kartice ali tiskalnik. Zadnja različica Strele je uporabljala magnetni boben s 4096 besedami in hitrostjo vrtenja 6000 vrtljajev na minuto.
Uradni projektant Strele je bil Jurij Jakovljevič Baziljevski, Bašir Iskandarovič Ramejev, ki je vodil projekt pred Baziljevskim, pa velja za glavnega izumitelja. Strelo so načrtovali v Posebnem konstrukcijskem biroju 245 (SKB-245, od leta 1986 Raziskovalno-razvojni inštitut Argon) v Moskvi.
Strele je izdelovala Tovarna za računsko-analitične stroje v Moskvi med letoma 1953 in 1957. Izdelali so sedem primerkov. Namestili so jih v Računalniškem središču Akademije znanosti SZ, Keldiševem inštitutu za uporabno matematiko, Državni univerzi v Moskvi in računalniških središčih nekaterih ministrstev, povezanih z obrambo in ekonomskim načrtovanjem.
Leta 1954 so načrtovalci Strele prejeli Stalinovo nagrado 1. stopnje (Ramejev, Baziljevski, V. V. Aleksandrov, D. A. Žukov, I. F. Ligin, G. Ja. Markov, B. F. Melnikov, G. M. Prokudajev, N. B. Trubnikov, A. P. Cigankin, Ju. F. Ščerbakov, L. A. Larionova). Baziljevski je prejel naziv heroja socialističnega dela.
Po Streli so v SKB-245 načrtovali tudi računalnik Ural-1 (glavni projektant Ramejev), M-20 (gp S. A. Lebedjev) in specializirani računski kompleks za Ministrstvo obrambe M-111 (gp Baziljevski).